# وریکو
وریکو (به لاتین: Variku) یک روستا در استونی است که در دهستان نووا واقع شده‌است.